# Conus incurvus
Conus incurvus é uma espécie de gastrópode do gênero Conus, pertencente a família Conidae.